# Némesis (álbum)
Némesis, lanzado el 8 de mayo de 2012, es el noveno álbum de estudio de la banda Saratoga.
Este trabajo ha sido producido por Niko del Hierro y Tony Hernando, mezclado y masterizado por el alemán Roland Grapow (Helloween, Masterplan) y la portada corrió a cargo del colombiano Felipe Machado (Blind Guardian, Gamma Ray, Rhapsody).
Se trata del último disco de Saratoga con Hernando y Andy C. como miembros. Durante la gira de este disco, Niko del Hierro anunció que la banda haría un parón indefinido. Debido a esto, Hernando y Andy C. formaron la banda Lords of Black. 

## Lista de canciones
| N.º | Título                    | Letras          | Música     | Duración |  |
| 1.  | «Juicio Final»            | Tony Hernando   | Hernando   | 4:41     |  |
| 2.  | «Hasta el día más oscuro» | Andy C.         | Andy C.    | 4:20     |  |
| 3.  | «La última frontera»      | Hernando        | Hernando   | 4:50     |  |
| 4.  | «Revolución»              | Niko Del Hierro | Del Hierro | 4:13     |  |
| 5.  | «Perversidad»             | Hernando        | Andy C.    | 4:12     |  |
| 6.  | «Después del silencio»    | Hernando        | Hernando   | 5:46     |  |
| 7.  | «Maltratador»             | Del Hierro      | Hernando   | 4:54     |  |
| 8.  | «El último vals»          | Tete Novoa      | Andy C.    | 4:27     |  |
| 9.  | «Corazón herido»          | Del Hierro      | Del Hierro | 3:44     |  |
| 10. | «Condenado»               | Hernando        | Hernando   | 3:44     |  |
| 11. | «Ángel o Demonio»         | Novoa           | Hernando   | 4:40     |  |

## Créditos
Tomados de los créditos del álbum.

### Saratoga
- Tete Novoa - Voz
- Tony Hernando - Guitarras
- Niko del Hierro - Bajo y voces
- Andy C. - Batería y teclados

### Producción y diseño
- Niko Del Hierro y Tony Hernando – producción
- Roland Grapow – Mezcla y masterización
- Anti Horrillo y Dani Ballestero – Ingenieros de grabación
- Felipe Machado Franco – Portada y trabajo artístico